# Канадейская башня
Канадейская башня — сторожевая башня XVII века в селе Канадей Николаевского района Ульяновской области, памятник архитектуры. Расположена в 120 метрах от реки Сызранки. 

## Описание
Сторожевая башня XVII века, построена предположительно в 1680-х годах, с постройкой Сызранской сторожевой черты. 
Значительная часть северной стены разрушена. С внутренней стороны на южной и северной стенах имеются 5 ниш вероятно от балок перекрытия. С восточной стороны в верхней части нижнего яруса посредине имеется окно. Размеры: высота — около 20 м, основание — 8,6×8,6 м.

## Галерея

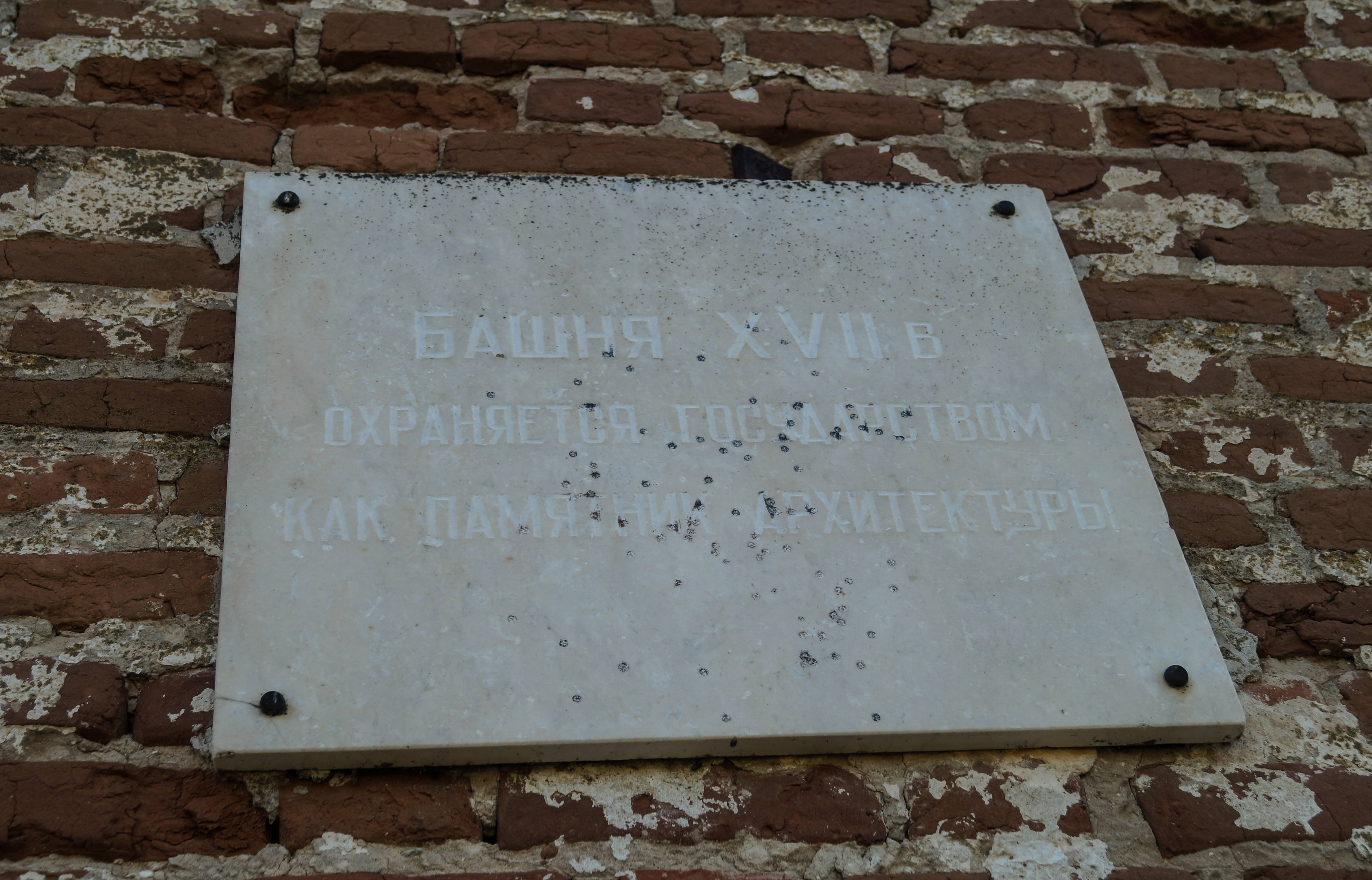
Табличка на Канадейской башне.
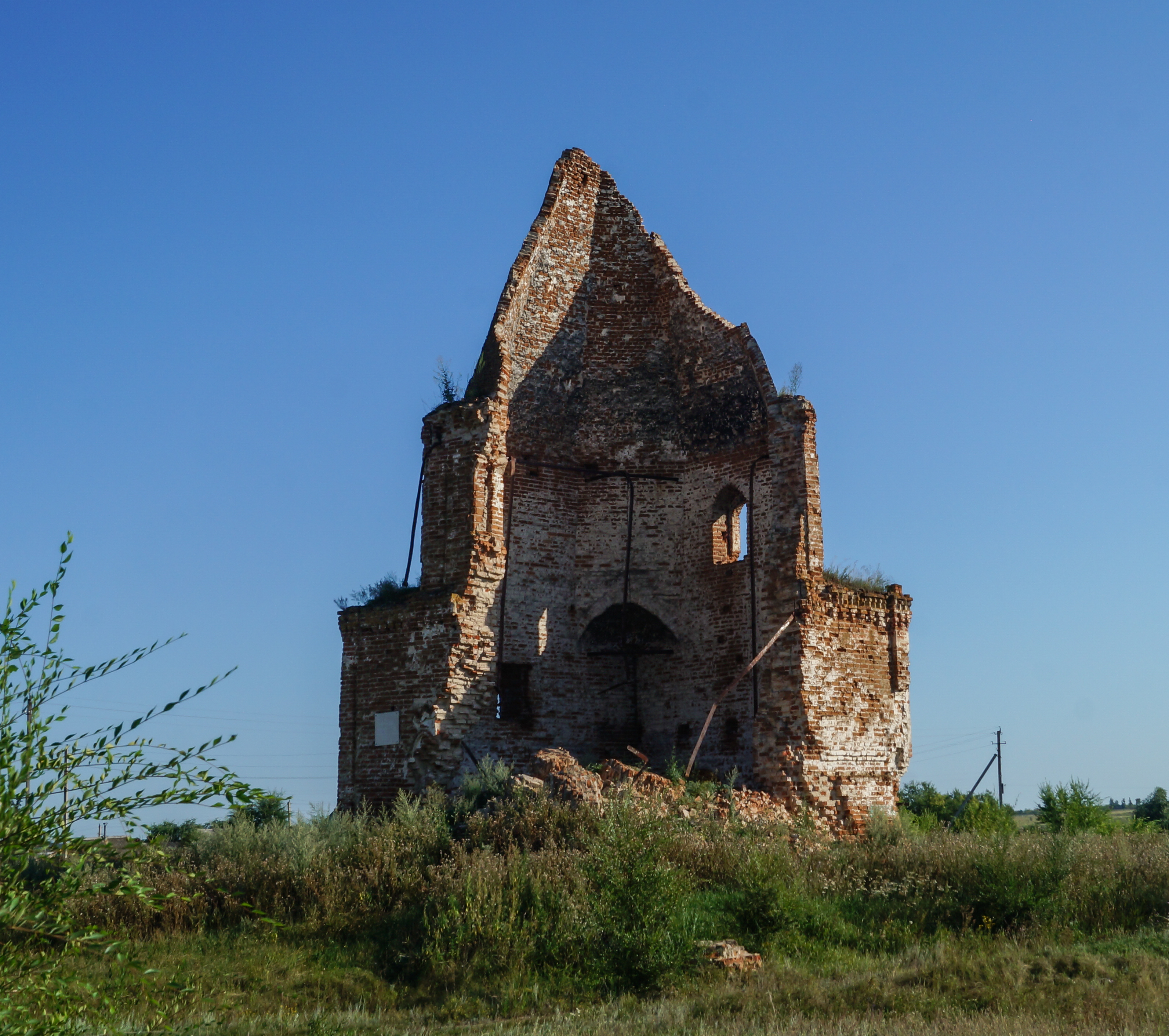
Канадейская башня.
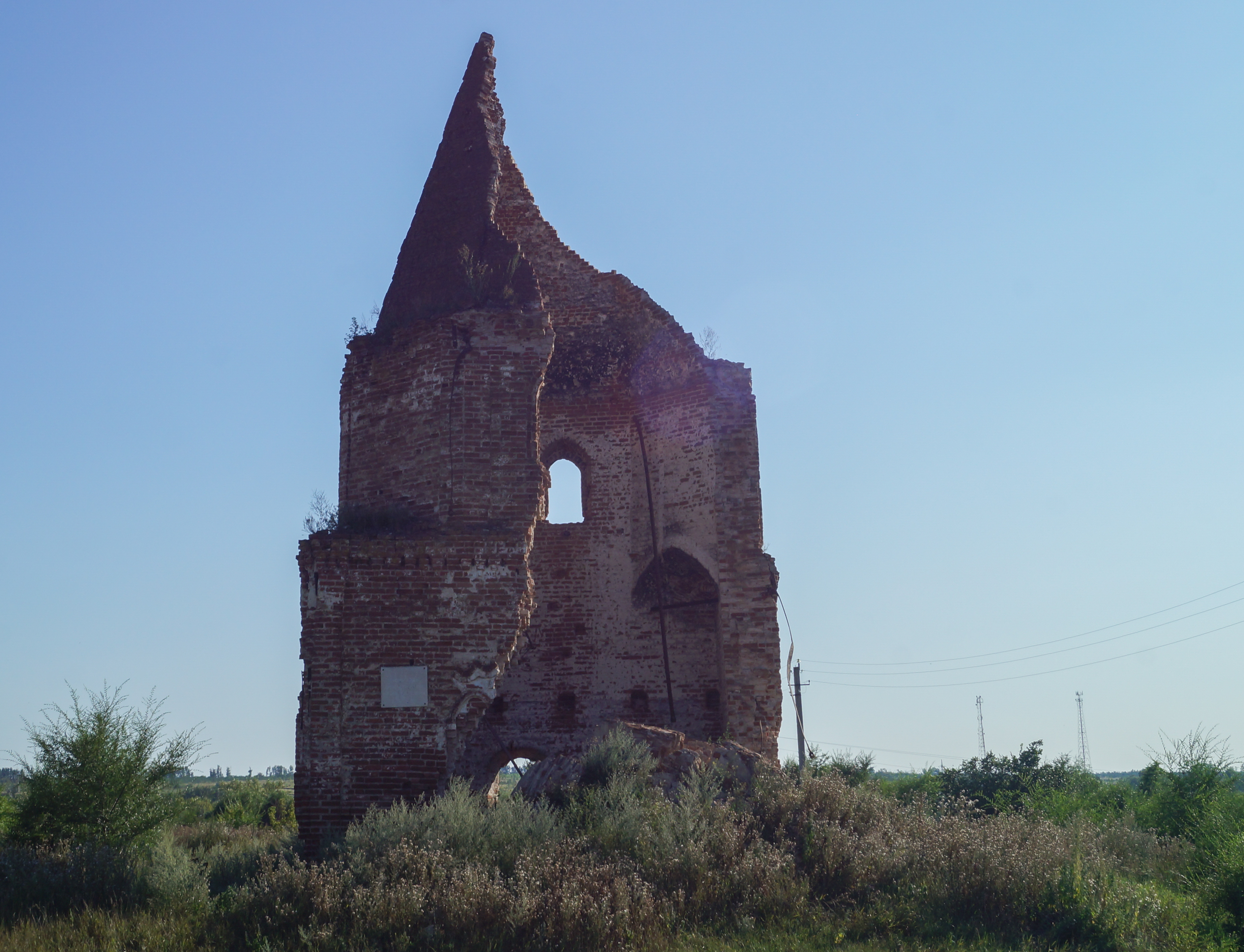
Вид на Канадейскую башню.
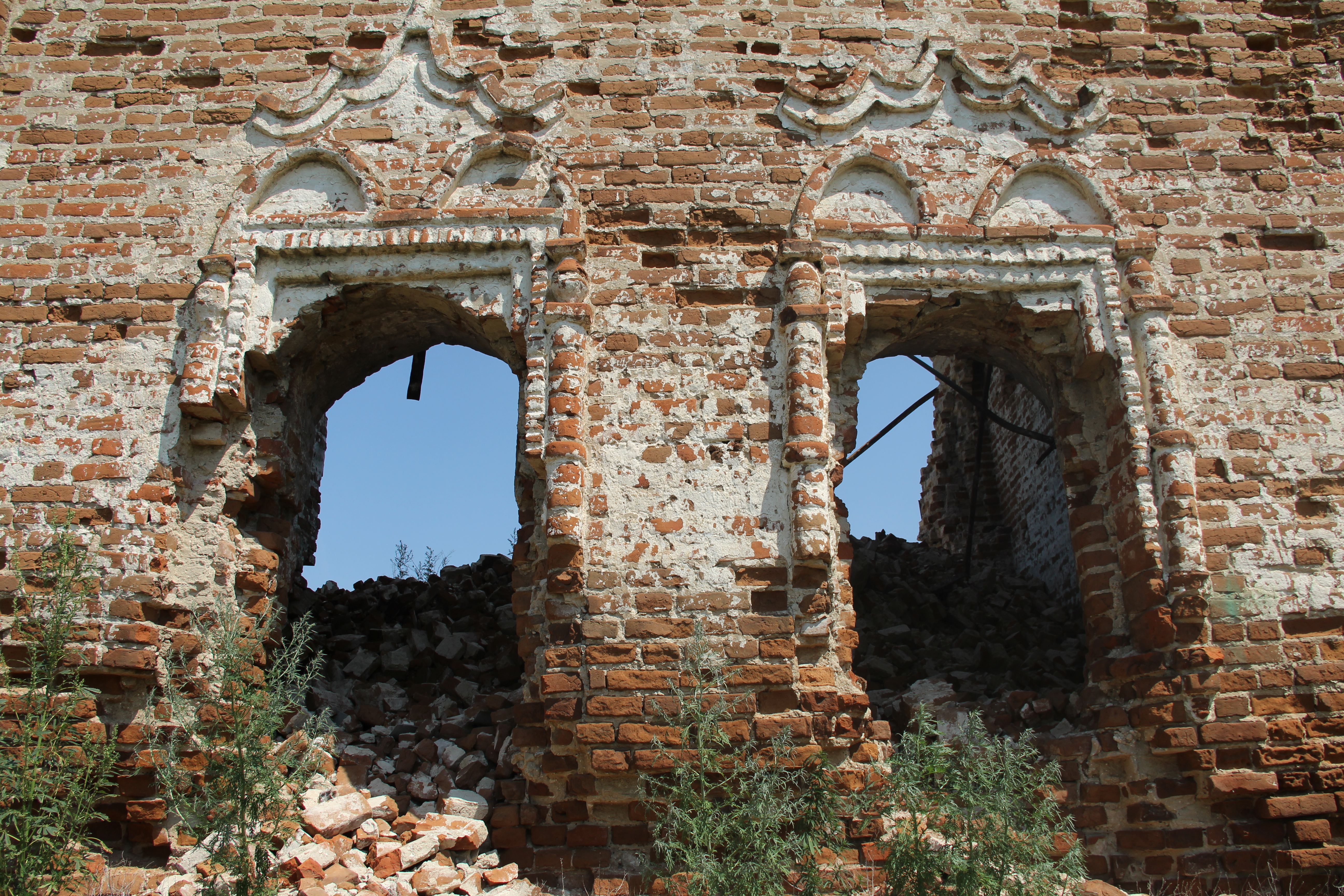
Окна Канадейской башни.
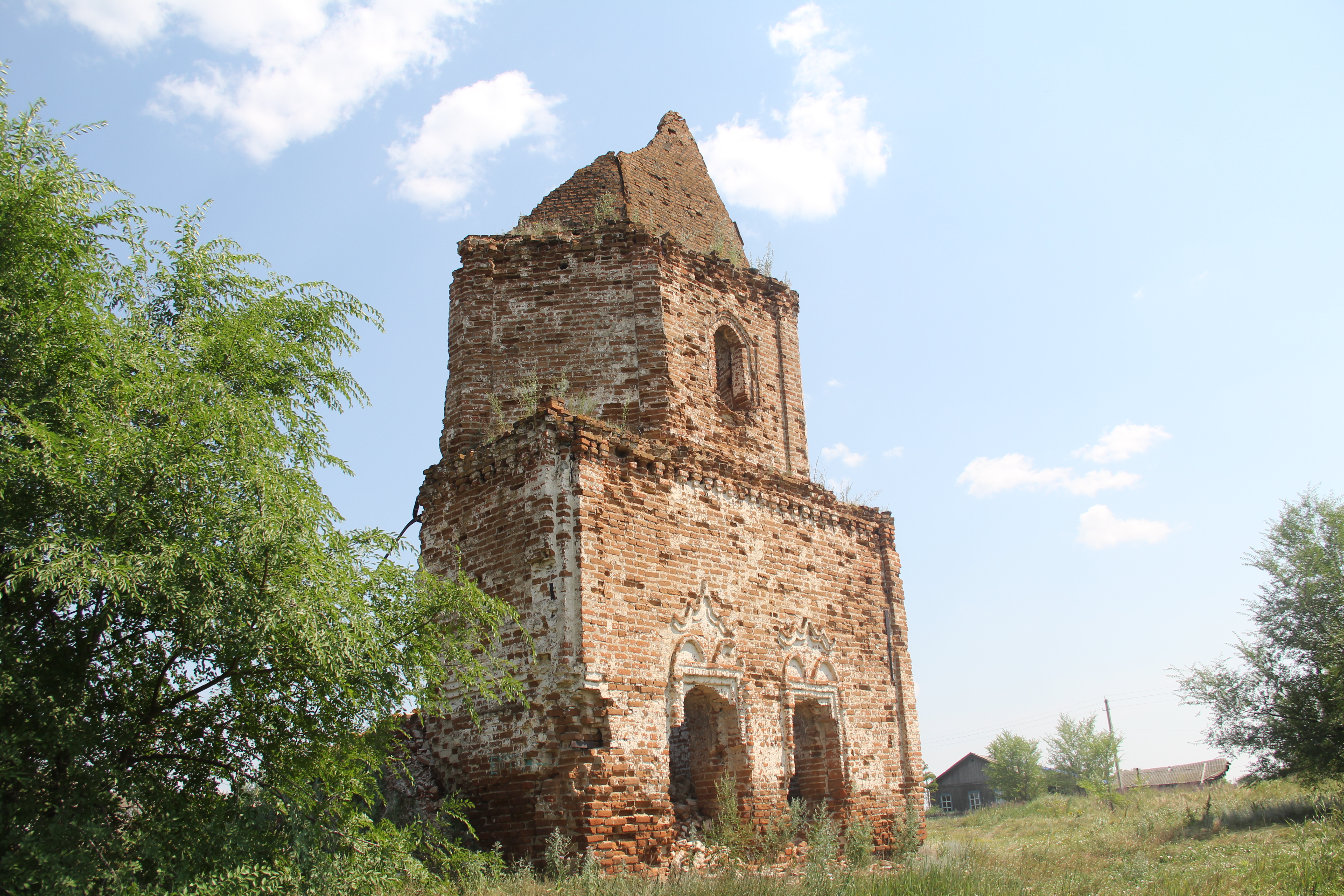
Башня. Канадей.
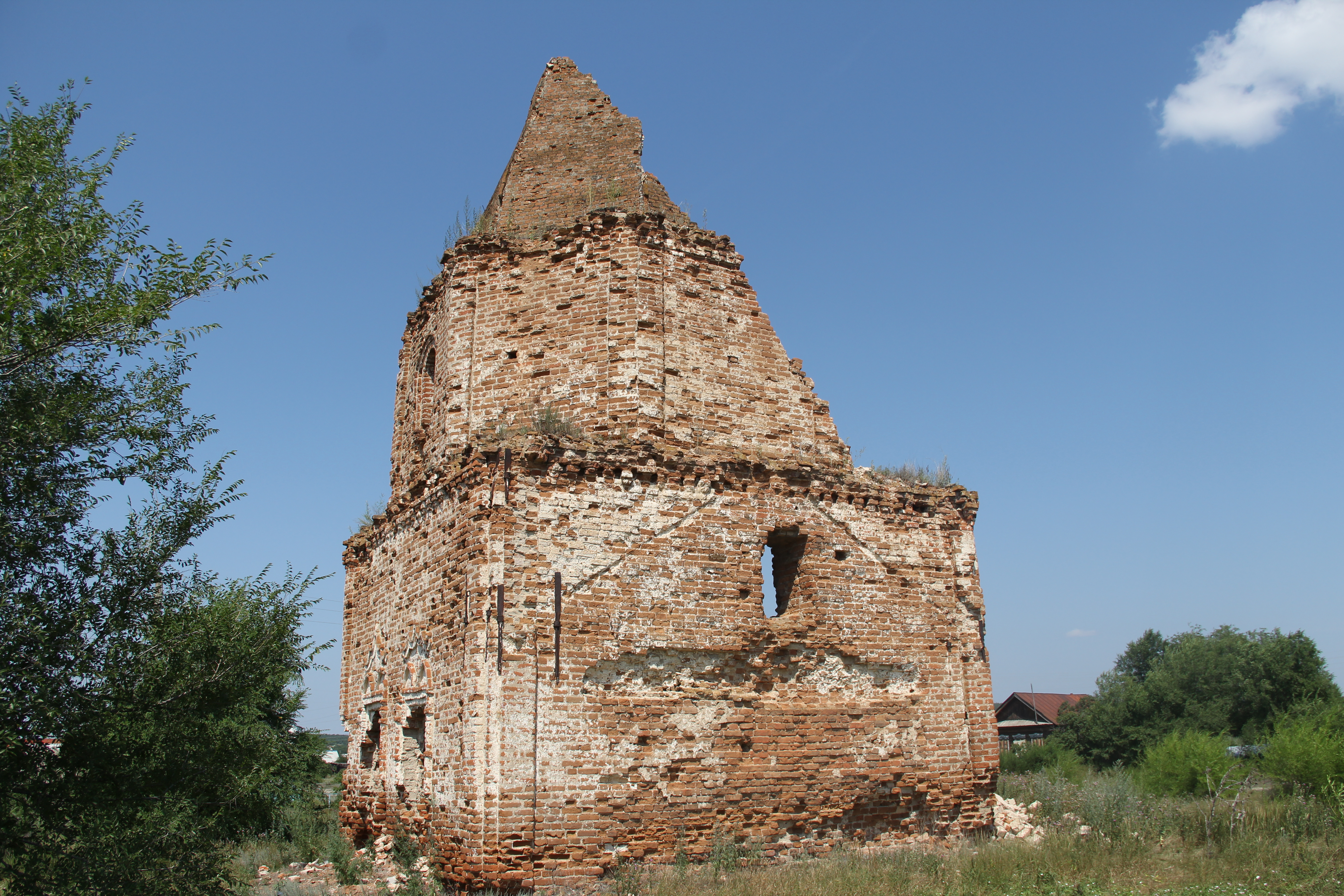
Канадейская башня.
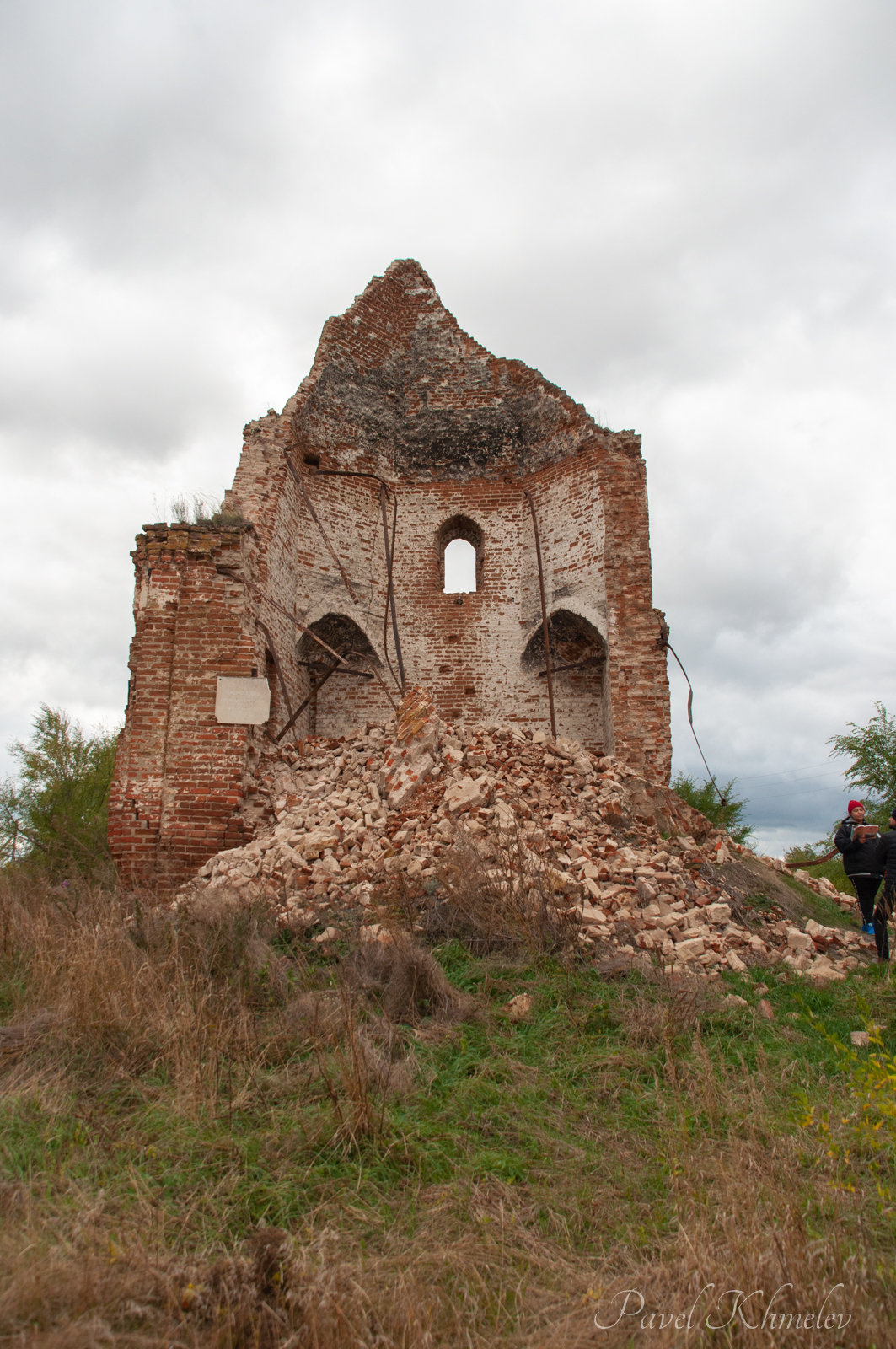
Канадейская башня.
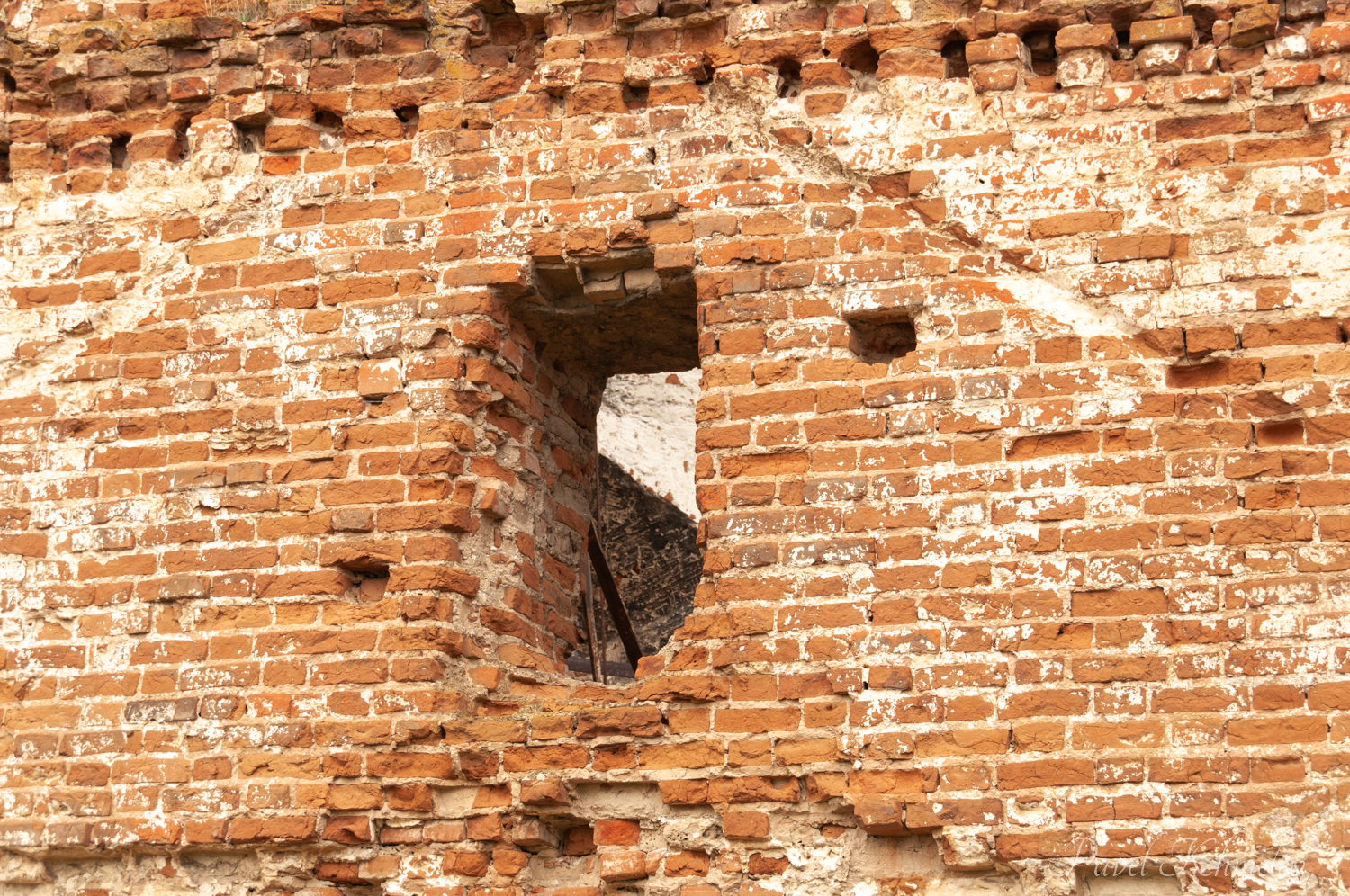
Канадейская башня.